# Ignazio Filippo I Arkousse
Ignazio Filippo I, nato Philip Arkousse (Diyarbakır, 11 aprile 1827 – Mardin, 7 marzo 1874), è stato eparca di Amida e ottavo patriarca della Chiesa sira.

## Biografia
Nato a Diyarbakır l'11 aprile 1827, Philip Arkousse frequentò gli studi nel seminario patriarcale di Charfet in Libano e fu ordinato prete nel 1850. Il 28 luglio 1862 fu consacrato vescovo dalle mani del patriarca Ignazio Antonio I Samheri e nominato eparca di Amida.
Alla morte del patriarca il 16 giugno 1864, Propaganda Fide chiese che il nuovo patriarca trasferisse la sede a Mardin, che era la sede tradizionale dei patriarchi di Antiochia dei Siri. A causa della peste, il sinodo patriarcale poté riunirsi solo nel 1866 ad Aleppo, mentre nel frattempo la Santa Sede aveva nominato come amministratore patriarcale Georges Chelhot, arcieparca di Aleppo; ben tre metropoliti rifiutarono di trasferirsi nella fredda Mardin; così la scelta cadde su Philip Arkousse, che fu eletto patriarca il 21 maggio 1866 e venne intronizzato il 24 maggio successivo. Recatosi a Roma, ricevette la conferma da papa Pio IX il 3 agosto 1866.
Fu Ignazio Filippo I a rappresentare la sua Chiesa al Concilio Vaticano I.
Morì a Mardin il 7 marzo 1874.

## Genealogia episcopale
La genealogia episcopale è:
- Patriarca Ignazio Matteo Benham
- Patriarca Ignazio Giorgio V Sayar
- Patriarca Ignazio Antonio I Samheri
- Patriarca Ignazio Filippo I Arkousse